# Rovello Porro
Rovello Porro – miejscowość i gmina we Włoszech, w regionie Lombardia, w prowincji Como.
Według danych na rok 2004 gminę zamieszkiwało 5512 osób, 1102,4 os./km².